# Le Collier de chanvre
Pour plus de détails, voir Fiche technique et Distribution.
Le Collier de chanvre est un film français réalisé par Léon Mathot sorti en 1940.

## Fiche technique
- Titre original : Le Collier de chanvre
- Titre secondaire : Le Mystère du bois Belleau
- Réalisation : Léon Mathot
- Scénario  et dialogue : Albert Guyot, Léopold Marchand d'après le roman « Rope To Spare » de Philip MacDonald, 1932 (titre français « De sac et de corde » (Albin Michel, 1952)), adaptée au théâtre par Charles Lafaurie
- Décors : Emile Duquesne
- Photographie : Marcel Lucien
- Montage : Marguerite Beaugé
- Musique : Jean Lenoir
- Sociétés de production : Produit par Compagnie Française Cinématographique (CFC), Société des Films Véga
- Producteus : Antoine de Rouvre, Jacques Schwob d'Héricourt
- Pays de production :  France
- Format : Son mono - Noir et blanc - 35 mm  - 1,37:1
- Genre : Policier
- Durée : 90 minutes
- Date de sortie : 
  - France - 23 novembre 1940

## Distribution
- Jacqueline Delubac : Lady Gladys Carter-Fawcett
- André Luguet : Anthony Gethryn
- Annie Vernay : Lucy Gethryn
- Georges Lannes : le colonel Raverscourt
- Sylvia Bataille : Anny, la serveuse
- Paul Azaïs : Dollboys
- Georges Grey : le capitaine Herbert Lake
- Marcel Carpentier : Dyson
- Georges Bever : l'inspecteur Pike
- Thomy Bourdelle : Bronson
- Suzanne Guémard : la femme du baron
- Marthe Mellot : la mère de Dollboys
- Henry Bonvallet
- Roland Catalano
- Paul Escoffier
- Jacques Henley
- Jacques Mattler
- Georges Paulais
- Viola Vareyne
- Margaret Vaughan
- Jacques Vitry
- Max Michel